# 1492 az irodalomban
Az 1492. év az irodalomban.

## Születések
- április 11. – Navarrai Margit francia királyi hercegnő, később navarrai királyné, írónő, a halála után Heptameron címen kiadott (1559) novellagyűjtemény szerzője († 1549)
- április 20. – Pietro Aretino (Arezzói Péter) itáliai reneszánsz író, költő, „a cinquecento legünnepeltebb írója”[1] († 1556)
- 1492 – Vittoria Colonna itáliai költőnő, pescarai márkinő, az itáliai reneszánsz legnépszerűbb és legjelentősebb költőinek egyike († 1547)

## Halálozások
- november – Dzsámi, az utolsó híres középkori perzsa költő (* 1414)
- 1492 – Alfonso Fernández de Palencia kasztiliai spanyol történetíró (* 1423)